# Kabinett Bayar I
Das Kabinett Bayar I war die neunte Regierung der Türkei, die vom 1. November 1937 bis zum 11. November 1938 von Celâl Bayar geführt wurde.
Bei der Parlamentswahl zur türkischen Nationalversammlung am 8. Februar 1935 war nur Mustafa Kemal Atatürks Cumhuriyet Halk Partisi zugelassen. Mit der Regierungsbildung wurde der bisherige Ministerpräsident İsmet İnönü beauftragt. Während sich Atatürk verstärkt aus dem Tagesgeschäft zurückzog, übernahm İnönü immer mehr Kontrolle über die Regierungsgeschäfte und auch die Parteiangelegenheiten der CHP. Nur wenn Atatürk Entscheidungen der Regierung nicht gefielen, handelte er sofort und dann auch über seinen Ministerpräsidenten hinweg. Das missfiel İnönü zunehmend. Im September 1937 kam es zum Bruch als Atatürk dem türkischen Außenminister bei der Konferenz von Nyon direkte Weisungen gab, die denen von İnönü direkt entgegenstanden. İnönü beschwerte sich daraufhin und wurde von Atatürk zum Urlaub aus „gesundheitlichen Gründen“ gedrängt. Wenige Tage später übernahm Wirtschaftsminister Bayar das Amt des Ministerpräsidenten erst kommissarisch, am 25. Oktober 1937 dann endgültig.
Am 10. November 1938 starb Atatürk in Istanbul. Schon am folgenden Tag wurde İsmet İnönü von der Großen Nationalversammlung der Türkei zum neuen Staatspräsidenten gewählt. In der Folge wurde die Regierung aufgelöst und neu gebildet.

## Regierung
| Titel                                          | Name              | Partei | Amtszeit                                        |
| ---------------------------------------------- | ----------------- | ------ | ----------------------------------------------- |
| Ministerpräsident                              | Celal Bayar       | CHP    |                                                 |
| Justizminister                                 | Şükrü Saracoğlu   | CHP    |                                                 |
| Verteidigungsminister                          | Kâzım Özalp       | CHP    |                                                 |
| Innenminister                                  | Şükrü Kaya        | CHP    |                                                 |
| Außenminister                                  | Tevfik Rüştü Aras | CHP    |                                                 |
| Finanzminister                                 | Fuat Ağralı       | CHP    |                                                 |
| Bildungsminister                               | Saffet Arıkan     | CHP    |                                                 |
| Minister für öffentliche Arbeiten              | Ali Çetinkaya     | CHP    |                                                 |
| Minister für Gesundheit und soziale Sicherheit | Hulusi Alataş     | CHP    |                                                 |
| Minister für Zölle und Monopole                | Ali Rana Tarhan   | CHP    |                                                 |
| Wirtschaftsminister                            | Şakir Kesebir     | CHP    | Bis 13. April 1938 auch Landwirtschaftsminister |
| Landwirtschaftsminister                        | Faik Kurdoğlu     | CHP    | 13. April 1938 – 11. November 1938              |